# Ламбертон (Нью-Мексико)
Ламбертон (англ. Lumberton) — переписна місцевість (CDP) в США, в окрузі Ріо-Арріба штату Нью-Мексико. Населення — 70 осіб (2020).

## Географія
Ламбертон розташований за координатами 36°55′58″ пн. ш. 106°56′7″ зх. д. / 36.93278° пн. ш. 106.93528° зх. д. (36.932771, -106.935366).  За даними Бюро перепису населення США в 2010 році переписна місцевість мала площу 1,24 км², уся площа — суходіл.

## Демографія
Згідно з переписом 2010 року, у переписній місцевості мешкали 73 особи в 29 домогосподарствах у складі 15 родин. Густота населення становила 59 осіб/км².  Було 43 помешкання (35/км²).
Расовий склад населення:
| - 56,2 % — білих - 5,5 % — корінних американців - 2,7 % — чорних або афроамериканців - 26,0 % — осіб інших рас |

До двох чи більше рас належало 9,6 %. Частка іспаномовних становила 71,2 % від усіх жителів.
За віковим діапазоном населення розподілялося таким чином: 19,2 % — особи молодші 18 років, 53,4 % — особи у віці 18—64 років, 27,4 % — особи у віці 65 років та старші. Медіана віку мешканця становила 45,2 року. На 100 осіб жіночої статі у переписній місцевості припадало 102,8 чоловіків;  на 100 жінок у віці від 18 років та старших — 110,7 чоловіків також старших 18 років.
Цивільне працевлаштоване населення становило 67 осіб. Основні галузі зайнятості: фінанси, страхування та нерухомість — 43,3 %, публічна адміністрація — 41,8 %, освіта, охорона здоров'я та соціальна допомога — 14,9 %.